# Топольский, Арсентий Моисеевич
Арсентий Моисеевич Топольский (1907—1943) — лейтенант Рабоче-крестьянской Красной Армии, участник Великой Отечественной войны, Герой Советского Союза (1944).

## Биография
Родился в 1907 году в селе Борки (ныне — Черниговский район Черниговской области Украины). После окончания средней школы проживал и работал в городе Грязи. До начала войны трудился преподавателем и завучем в средней школе № 54 в этом же городе.
В начале Великой Отечественной войны был отправлен в эвакуацию. В 1942 году был призван на службу в Рабоче-крестьянскую Красную Армию. С апреля того же года — на фронтах Великой Отечественной войны. В 1943 году окончил Ульяновское пехотное училище.
К сентябрю 1943 года лейтенант Арсентий Топольский был старшим адъютантом 3-го мотострелкового батальона 11-й мотострелковой бригады 10-го танкового корпуса 40-й армии Воронежского фронта. Отличился во время битвы за Днепр. 24 сентября 1943 года вместе с передовым отрядом переправился через Днепр в районе хутора Монастырёк (ныне — в черте в посёлка Ржищев Киевской области Украины) и захватил плацдарм на его западном берегу, после чего удерживал его до переправы основных сил. 25 сентября 1943 года погиб в бою. Похоронен в братской могиле в Ржищеве.
Указом Президиума Верховного Совета СССР «О присвоении звания Героя Советского Союза генералам, офицерскому, сержантскому и рядовому составу Красной Армии» от 10 января 1944 года за «образцовое выполнение боевых заданий командования на фронте борьбы с немецкими захватчиками и проявленные при этом отвагу и геройство» лейтенант Арсентий Топольский посмертно был удостоен высокого звания Героя Советского Союза. Также посмертно был награждён орденом Ленина.
Память
- На здании школы в городе Грязи, где он преподавал в довоенные годы, установлена мемориальная доска[1].